# SS Ionic (1883)
SS Ionic byl parník vybudovaný v roce 1883 v loděnicích Harland & Wolff v Belfastu pro společnost White Star Line. Byl sesterskou lodí Doriku. Tato nákladní loď s prostory i pro cestující byla pronajata s Dorikem a Coptikem společnosti New Zealand Shipping Co., pod kterou plul na novozélandských linkách. Poslední plavbu z Londýna na Nový Zéland absolvoval v prosinci 1899, kdy vezl koně pro jezdectvo pro Búrské války. V dubnu 1900 byl pronajat španělské vládě na transport vojáků. V roce 1908 byl sešrotován.